# 罗杜赫尔斯托夫
罗杜赫尔斯托夫是德国梅克伦堡-前波美拉尼亚州的一个市镇。总面积9.81平方公里，总人口260人，其中男性132人，女性128人（2011年12月31日），人口密度27人/平方公里。